# Локалита Продутива Монтемарконе (Кјети)
Локалита Продутива Монтемарконе (итал. Località Produttiva Montemarcone) је насеље у Италији у округу Кјети, региону Абруцо.
Према процени из 2011. у насељу је живело 22 становника. Насеље се налази на надморској висини од 76 м.